# ISO 13655
Die ISO-Norm ISO 13655 beschreibt die „spektrale Messung und farbmetrische Berechnung für graphische Objekte“ für die Druckindustrie. Die aktuelle Ausgabe wurde im August 2017 publiziert, nachdem die 2009 entscheidend erweiterte und 2013 revidierte Norm im Zeitraum Dezember 2014 bis Juni 2017 in einigen Details aktualisiert worden war.
In Deutschland war die Norm ISO 13655:1996 als DIN-Norm DIN ISO 13655 veröffentlicht, diese wurde aber im August 2010 ohne Ersatz zurückgezogen.

## Wichtigste Anforderungen
Für die Messung werden unter anderem folgende Anforderungen gestellt:
1. Das Messgerät (Spektralfotometer, Spektraldensitometer) sollte kalibriert sein und den Wellenlängenbereich 380 bis 780 nm in 10-nm-Schritten abdecken, wobei es einen Wellenlängenbereich 400 bis 700 nm abdecken und mindestens in 10-nm-Schritten messen muss.
2. Die Messgeometrie 45°:0° oder 0°:45° ist aus dem Grund der Richtungsunabhängigkeit der Messung mit zirkularer (aus mindestens drei Richtungen), besser annularer (ringförmiger) Beleuchtung bzw. Detektion zu gestalten.
3. Die Farbwerteberechnung erfolgt auf Basis von CIE-Lichtart D50 (Normlicht) und CIE-Normvalenzsystem 1931 mit 2°-Normalbeobachter.

Die Ausgabe 2009 erhielt eine fundamentale Bedeutung für die Weiterentwicklung der Messgeräte. Denn die bisher als Messlicht genutzte gasgefüllte Glühlampen mit Wolframwendel, deren Emissionsspektrum weitgehend der Normlichtart A (Modus M0) entspricht, also nur einen geringen UV-Anteil, aber einen hohen Infrarot-Anteil aufweist, war völlig ungeeignet für die nunmehr geforderte physikalische Simulation der CIE-Lichtart D50 (Modus M1). Als erste Messgerätehersteller ersetzten Konica Minolta, Barbieri electronic und Techkon die Glühlampe durch LEDs, die in ihrem Zusammenwirken untereinander und im Zusammenwirken mit der spektralen Empfindlichkeit der Sensoren (Erfüllung der Luther-Bedingung) die spektrale Strahlungsverteilung einschließlich UV-Anteil darstellen können. Die erweiterte bzw. erneuerte Definition der Messmodi war nötig geworden, um die zunehmende Verwendung optischer Aufheller in Papieren und Kartons qualitativ besser bewerten und ihre Wirkung in den Druckverfahren besser vorhersagen zu können.
Übersicht über die 2009 definierten Messmodi – praxisrelevante Interpretation des Kapitels 4.2.2 Illumination requirements and measurement conditions:
| Modus           | Anwendungen | Einstellungen des Messgeräts | Spektralbereich                                                                      | UV-Anteil |
| --------------- | --- | --- | ------------------------------------------------------------------------------------ | --- |
| M0, „A“         | konventionelle Farbmessung: bedruckte und durchgefärbte Oberflächen, Prozesskontrolle in Druckvorstufe und Drucksaal, Erstellen von ICC-Ausgabeprofilen                                                               | spektraler Remissionsgrad ohne Polfilter unter einer gasgefüllten Wolframglühlampe, die annähernd Normlichtart A (Glühlampenlicht ähnlichster Farbtemperatur 2856 K ± 100 K) erzeugt, um andere Lichtarten zu simulieren                                                                        | ab 380 nm (zwingend ab 400 nm) bis mindestens 700 nm                                 | kann bei Bedarf mathematisch ergänzt werden |
| M1, „D50“       | physikalisch korrekte Farbmessung: bedruckte und durchgefärbte Oberflächen, Prozesskontrolle in Druckvorstufe und Drucksaal, Erstellen hochwertiger ICC-Profile für Digitalproofs und Druckverfahren                  | spektraler Remissionsgrad ohne Polfilter unter einer Lichtquelle, die bestmöglich die Normlichtart D50 (künstliches Tageslicht ähnlichster Farbtemperatur 5003 K ± 100 K) mit korrektem UV-Anteil physikalisch simuliert                                                                        | Anregung ab ca. 300 nm, Messung ab 380 nm (zwingend ab 400 nm) bis mindestens 700 nm | Zuschaltung einer UV-Quelle erforderlich; Übergang der D50-Strahlungsverteilung von UV zu sichtbar möglichst CIE-konform zwischen 300 nm und 500 nm |
| M2, „UV-Cut“    | Farbmessung unter Ausblenden des UV-Anteils im Messlicht | spektraler Remissionsgrad ohne Polfilter unter einer Lichtquelle, die eine beliebige Normlichtart ohne UV-Anteil erzeugt oder simuliert bzw. gegebenenfalls den UV-Anteil mit einem UV-Sperrfilter ausschließt                                                                                  | ab 380 nm (zwingend ab 400 nm) bis mindestens 700 nm                                 | unterdrückt bzw. ausgeschaltet |
| M1 – M2         | physikalisch korrekte Farbmessung zur Darstellung der Wirkung optischer Aufheller (quantitativ in %, qualitativ als Differenzspektrum): Erstellen hochwertiger ICC-Papierprofile, Bewerten von Fluoreszenzdruckfarben | nacheinander M1 und M2 (siehe dort); intern im Messgerät oder extern in einer Software vorgenommener Vergleich von M1 (D50 mit UV-Anteil im Messlicht) und M2 (hier wegen der Vergleichbarkeit ebenfalls D50, aber ohne UV-Anteil im Messlicht)                                                 | siehe M1 und M2                                                                      | isolierte Bewertung der UV-Wirkung |
| M3, „Polfilter“ | Densitometrie: optische Dichte (Schwärzung), Farbdichte (Prozessdruckfarben), spektrale Dichte (Sonderfarben); Farbmessung: Intensivskalen, Effektpigmentfarben, Druckfarbenrezeptierung                              | selektiver Absorptionsgrad (unter RGB+Vvis-Filtersatz) oder spektraler Absorptionsgrad (mit Spektralmesskopf), jeweils mit einem Polarisationsfilterpaar (im eingestrahlten und im reflektierten Licht, zueinander gekreuzt) unter einer Lichtquelle, die eine beliebige Normlichtart simuliert | von maximal 420 nm bis mindestens 700 nm                                             | unterdrückt bzw. ausgeschaltet |

Die Ausgabe 2017 definiert u. a. die Eigenschaften der weißen Messunterlage neu. Deren Werte sind jetzt für durchsichtige Proben, beispielsweise klartransparente Verpackungsfolien. Grundsätzlich ist entweder die weiße oder die schwarze Unterlage anzuwenden (die Auswahlkriterien sind hauptsächlich in den Teilen der ISO 12647 definiert und auch im Medienstandard Druck nachzulesen). Das „self backing“, das heißt das Unterlegen mehrerer Bogen des Probenpapiers zum Ausschalten des Einflusses der Messunterlage, ist nur in der Papierindustrie zulässig. Ferner wurden die Anforderungen an die technische Umsetzung des Messmodus M1 leicht präzisiert sowie unnötig große Bandpass-Intervalle und die veraltete Nullabgleichmethode für den Reflexionsfaktor fluoreszierender Proben verboten.